# Dioscorea madiunensis
Dioscorea madiunensis är en enhjärtbladig växtart som beskrevs av David Prain och Isaac Henry Burkill. Dioscorea madiunensis ingår i släktet Dioscorea och familjen Dioscoreaceae. Inga underarter finns listade i Catalogue of Life.